# Vistarino
Vistarino (Vistarei o Vistarén in dialetto pavese) è un comune italiano di 1 593 abitanti della provincia di Pavia in Lombardia. Si trova nel Pavese centro-orientale, presso la sponda sinistra dell'Olona.

## Storia
Noto come Vestarino fin dal XII secolo, faceva parte della Campagna Sottana di Pavia. Apparteneva nel XIV secolo ai Beccaria di Pavia, del ramo di Messer Fiorello, che confluì nel XVI secolo per matrimonio nei Giorgi di Soriasco; estinti questi ultimi nel XVII secolo, i loro congiunti Giorgi di Pavia acquistarono i feudi già appartenuti ai Beccaria, e vennero nominati Conti di Vistarino (da allora sono noti come Giorgi di Vistarino). Nel 1872 a Vistarino furono uniti i comuni di Buttirago e di Vivente.

## Società

### Evoluzione demografica
Abitanti censiti

## Sport

### Calcio
La principale squadra di calcio della città è l'A.S. Vistarino che milita in promozione